# Lucernariidae
Lucernariidae é uma família de medusas da ordem Stauromedusae. Vivem fixas no fundo do mar.

## Géneros
- Haliclystus Clark, 1863
- Lucernaria Müller, 1776
- Stenoscyphus Kishinouye, 1902
- Stylocoronella Salvini-Plawen, 1966